# Sainte-Chapelle

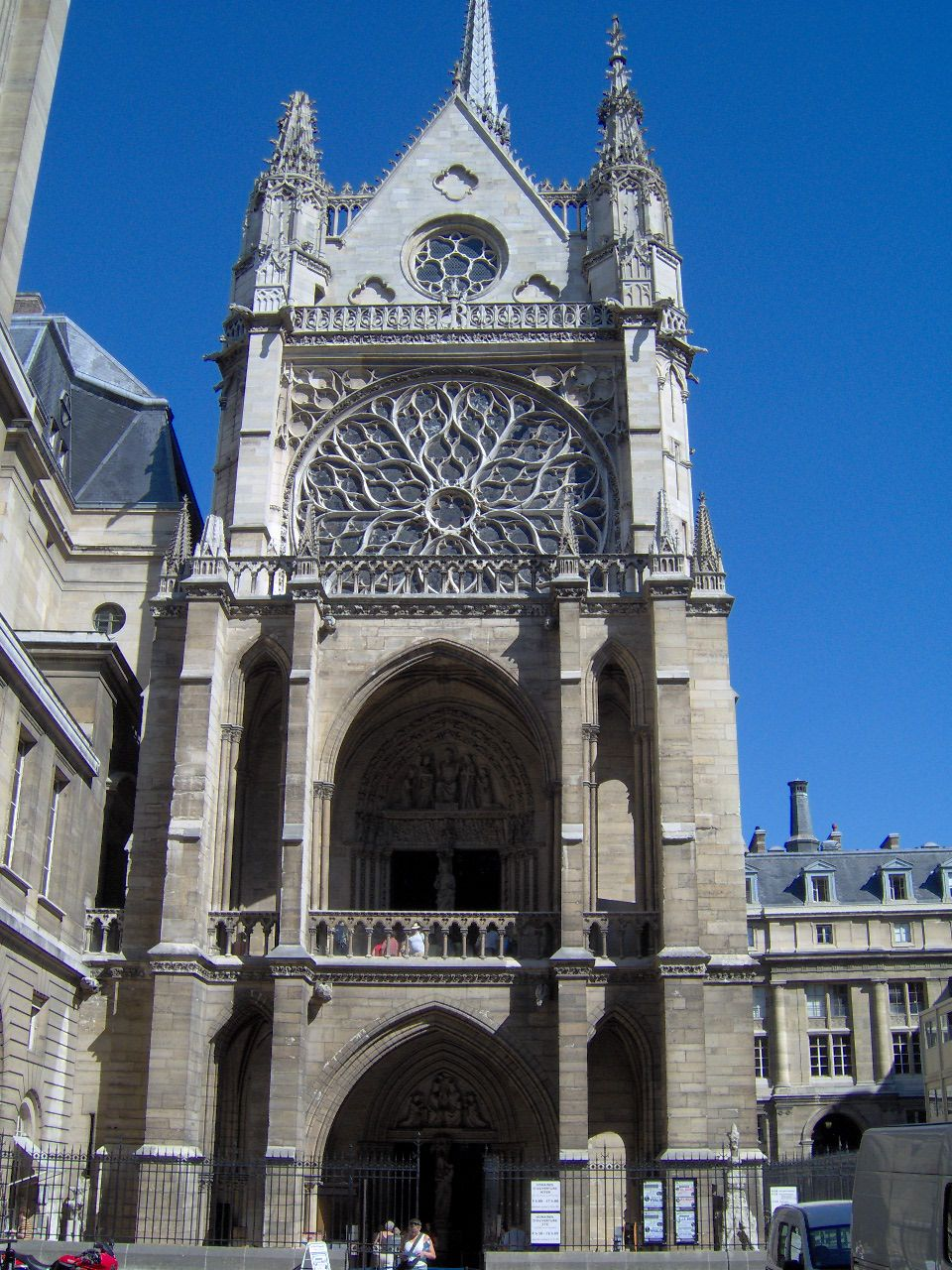
A Sainte-Chapelle nyugati homlokzata

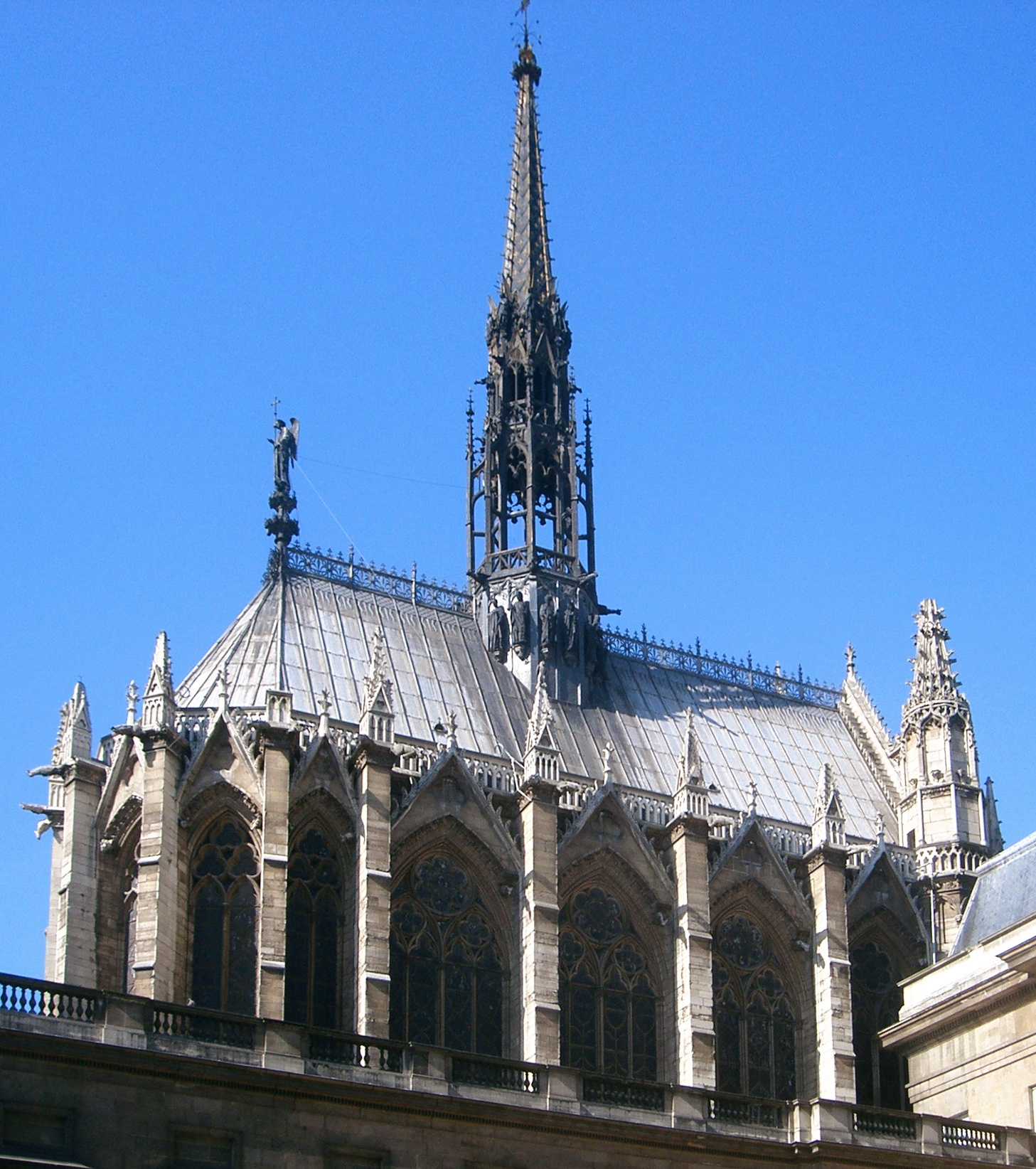
A kápolna felső szintje és tornya

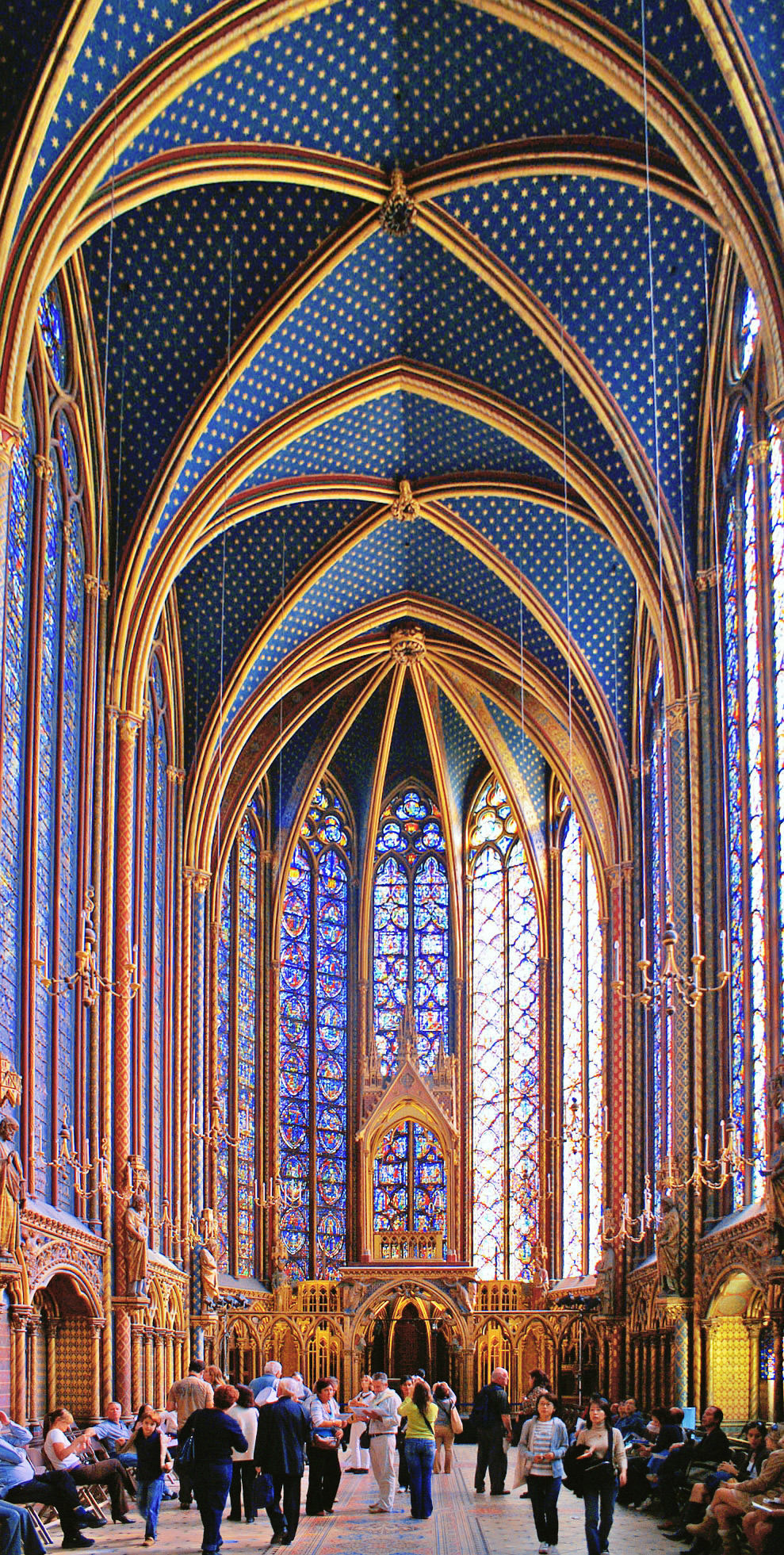
A hatalmas, 19. századi ablakokon beárad a fény

A Sainte-Chapelle (jelentése ’szent kápolna’) világhírű, gótikus stílusú, 13. századi kápolna Párizsban, a Cité-szigeten, a Notre-Dame-székesegyház és a Conciergerie közelében, a Palais de Justice (Igazságügyi Palota) épületkomplexum udvarán.

## Története
A később szentté avatott IX. Lajos francia király (Szent Lajos) 1226-os trónra lépésétől kezdve törekedett hatalma világi és egyházi alapjainak megerősítésére. 1239-ben sikerült megvásárolnia II. Balduin konstantinápolyi latin császártól egy Krisztusnak tulajdonított töviskoszorút, amihez hamarosan (1241) a Szent Kereszt egy darabja is csatlakozott. Az ereklyéket eleinte a mai hely közelében, a királyi palota Szent Miklósról elnevezett kápolnájában őrizték, de a másik nagy értékű relikvia érkezésekor Lajos egy új, minden eddiginél szebb templom építését rendelte el közvetlenül a palota mellett.
Egy korabeli dokumentum sem említi a Sainte-Chapelle építészének nevét, de sokan a Saint-Denis-székesegyházon és a Notre-Dame-on is dolgozó Pierre de Montreuil-t sejtik a titokzatos építőmesternek, de Jean de Chelles neve is felmerült. A munka korabeli viszonylatban rekord idő, alig 7 év alatt készült el. 1246-ban a király kanonokokat nevezett ki a még épülő kápolnába. Eudes de Châteauroux pápai legátus és Pierre Berruyer bourges-i érsek 1248. április 26-án szentelte fel a korabeli világ legnagyobb palotakápolnáját, amely a későbbi hasonló épületek számára is sokáig mintaként szolgált. Az oltár mögötti falfülkében elhelyezett ezüst ereklyetartót 1264 és 1267 között díszes emelvényre helyezték.
Az ezt követő időszakban a Sainte-Chapelle-nek a Szent Keresztnek és a krisztusi töviskoronának ajánlott felső szintje a király és kísérete magánkápolnája lett, míg a Szűz Máriának szentelt alsó szinten az udvari méltóságok vehettek részt a szertartásokon.
1630-ban és 1776-ban tűzvész rongálta meg. Az alsó szint rózsaablakai egy 1690-es szajnai árvíz során semmisültek meg. A francia forradalom idején kirabolták, számos szobrát tönkretették. 1791-ben az 1762-ben beépített orgona a Saint-Germain-l'Auxerrois-templomba került. Később lisztet árultak benne, majd kaszinót, később levéltárat (1803–1837) rendeztek be az épületben. 
1840 és 1868 között Viollet-le-Duc tanácsára Felix Duban, Jean Baptiste Lassus és Emile Boeswillwald eredeti pompájában restaurálták a Sainte-Chapelle-t. 1862-ben nyilvánították történelmi emlékművé és ismerték el nemzeti örökségnek. A párizsi kommün alatt majdnem felgyújtották. Azóta számos kisebb-nagyobb restaurációs munka történt rajta. Ereklyéi közül csak a töviskoszorú maradt meg, ma a Notre-Dame-ban őrzik.

## Szerkezete, felépítése
Az egyhajós kápolna két különlegessége miatt híres. Az egyik a kétszintes megoldás, amelyre igen kevés példát találunk a középkori templomépítészetben. (Az alsó kápolna az udvari nép részére készült, a felső közvetlenül a palotával volt összekötve). A másik a felső kápolna hatalmas rózsaablaka és 15 hatalmas, színesüveg-táblája, amelyek ószövetségi jeleneteket, Krisztus életének eseményeit, Szent Helénát, Szent Lajost és az Apokalipszist ábrázolják. Két ír szerzetes, aki 1323-ban a Szentföldre utazva megtekintette a kápolnát, a következőképpen áradozott: Illa pulcherrima atque famosa capella biblicis historiis mirabiliter ornata (Az a leggyönyörűbb és leghíresebb kápolna, amelyet bibliai történetek oly csodásan ékesítenek). A karcsú huszártornyot is tartó tetőszerkezetet nem is az üvegablakok közti vékony oszlopok, hanem a korban forradalmi újításnak számító külső gyámfalak tartják.

### Az altemplom
A kriptára emlékeztető altemplom széles középhajóját két keskeny oldalhajó fogja közre, utóbbiak alkotják egyúttal a szentélykörüljárót. A felső kápolna járószintjét tartó boltozat karcsú és változatos kiképzésű fejezetekben végződő oszlopokon nyugszik. Rendkívüli feszítőerejét kisméretű, áttört boltívek fogják fel és továbbítják a külső falakhoz. A boltozat vakolat alá rejtett, belső fémszerkezete eredeti állapotában fennmaradt. A falfestmények 19. századi alkotások, mivel az eredetiek az 1689-1690-es árvíz idején súlyosan megrongálódtak.

### A feltemplom
Az felső kápolnát eredetileg kizárólag az arisztokrácia látogatta. A külső és belső falak elhagyását a bonyolult statikai megoldások valamint a merevítők, a horgonyzó- és kapocsvasak alkalmazása tették lehetővé. Ebből kifolyólag vakárkádokkal szabályosan tagolt lábazaton nyugvó magas üvegablakok sora zárja le a teret és a tarka felületet csak a boltozat támasztópillérei szakítják meg. A lenyügőző összhatást emeli  a száznál is több, változatos növény- és állatmotívumokkal dúsan díszített oszlopfő. A 19. században a fennmaradt eredeti színminták alapján felújították a boltozat csillagos eget ábrázoló freskóját. A relikviárium számára kiképzett szentélykarzat szintén rekonstrukció, az előző a forradalom idején súlyos károsodást szenvedett. A magasított oltárt kecses árkádok választják el a templomtértől. A baldachin alatt állt valaha a 13. századi ereklyetartó, melyet azonban 
1793-ban beolvasztottak. Az ereklyét, Jézus töviskoszorújának maradványát ma a Notre Dame-székesegyházban őrzik. A főhajó jobb oldali fülkéje a királyi család páholya volt, ahol zavartalanul vehettek részt a szertartásokon.

## A Sainte-Chapelle ma
A kápolna ma kedvelt turistalátványosság, kultikus funkcióit elvesztette. Mindkét szint és a balkon is látogatható. A kápolna az Igazságügyi palota udvara mellett, bal oldalon található bejáraton keresztül közelíthető meg.